# 垂井駅

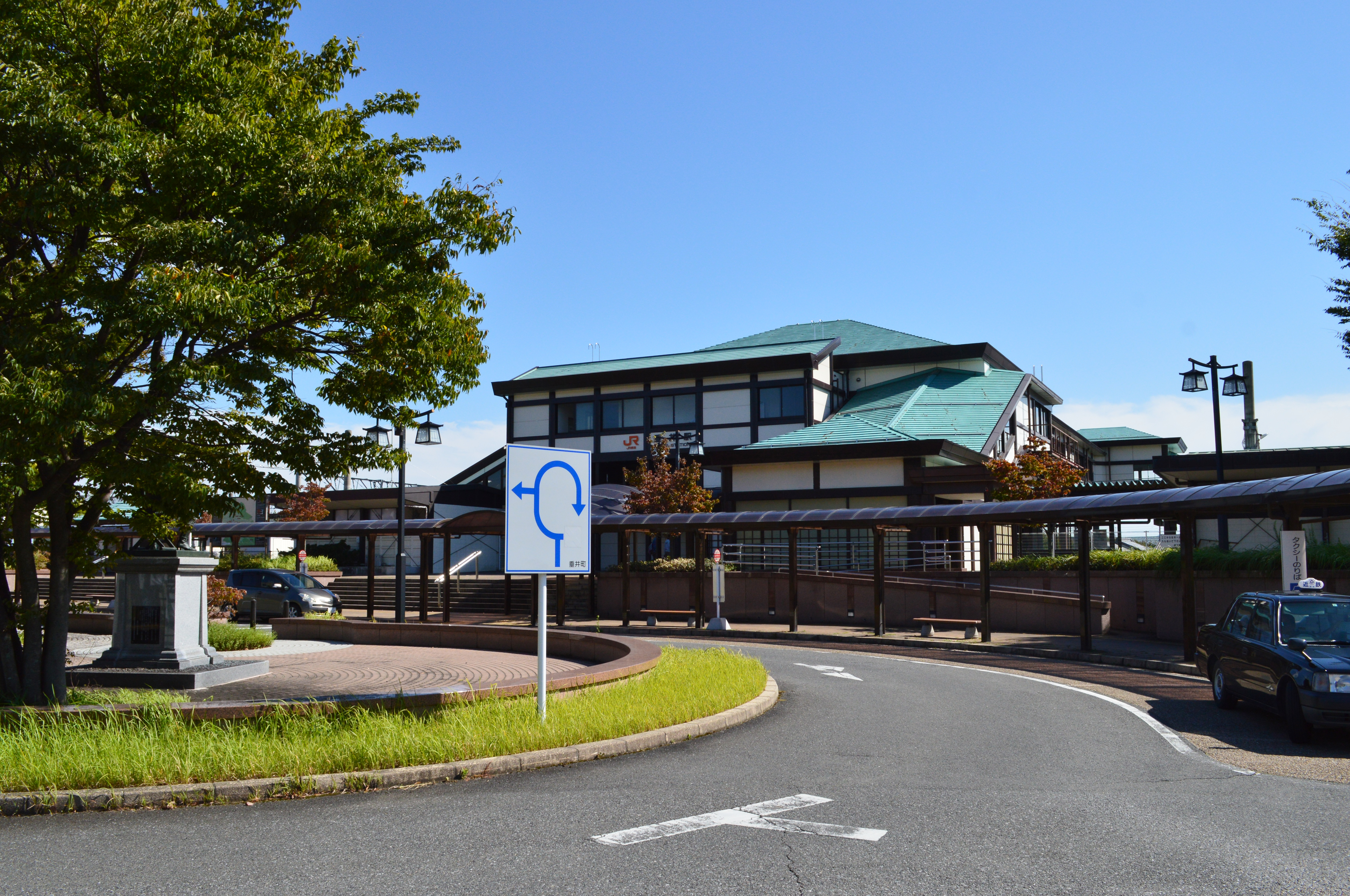
北口（2017年9月）

垂井駅（たるいえき）は、岐阜県不破郡垂井町にある、東海旅客鉄道（JR東海）東海道本線の駅である。駅番号はCA78。
運行形態の詳細は「東海道線 (名古屋地区)」を参照。なお、ダイヤは後述する。

## 歴史
- 1884年（明治17年）5月25日：国有鉄道の大垣駅 - 関ケ原駅の開業に伴い[12]、駅開業[1][8]。一般駅[9]。
- 1889年（明治22年）7月1日：下りホームを新設。
- 1895年（明治28年）4月1日：線路名称制定。東海道線（1909年に東海道本線に改称）の所属となる[12]。
- 1901年（明治34年）8月23日：大垣駅 ‐ 当駅間が複線化。
- 1902年（明治35年）2月10日：当駅 ‐ 関ケ原駅間が複線化。
- 1919年（大正8年）7月29日：当駅構内の相川橋梁で列車衝突事故が起こる。
- 1941年（昭和16年）3月：東側にあった跨線橋を西側へ移動。
- 1944年（昭和19年）10月11日：当駅北側に迂回線（通称：新垂井線）が完成に伴い新垂井駅開業[5][13]。当駅を通る下り本線は撤去され、上り列車のみの営業となる[5][14]。補助機関車を廃止。当駅 - 新垂井駅間は省営バス（後の国鉄バス）府中線が走る[15][16]。
- 1946年（昭和21年）11月1日：下り本線が復活、下り列車の停車が再開[5][15][注釈 3]。国鉄バス府中線が廃止[5]。
- 1965年（昭和40年）10月：2代目駅舎が落成[17]。
- 1971年（昭和46年）10月4日：貨物の取り扱いを廃止[9]。
- 1984年（昭和59年）2月1日：荷物の取り扱いを廃止[9]。
- 1987年（昭和62年）4月1日： 国鉄分割民営化により、東海旅客鉄道（JR東海）の駅となる[9][18]。
- 1995年（平成7年）3月4日：3代目駅舎が落成（橋上駅舎化[6]）[19]。
- 2000年（平成12年）2月16日：降雪により立ち往生した下り普通列車を救援するために向かった重連のディーゼル機関車（JR貨物）が当駅の安全側線に突っ込み脱線。事故から約20時間後に復旧。
- 2002年（平成14年）11月12日：自動改札機設置[要出典]。
- 2003年（平成15年）4月16日：北口駅前広場（ロータリー、歩道、駐輪場）の整備が完了。これにより以前から進められていた一連の駅周辺整備事業が完成[20]。
- 2006年（平成18年）11月25日：ICカード「TOICA」の利用が可能となる。
- 2010年（平成22年） 2月13日：上下線ホームにエレベーター設置。駅構内に多目的トイレ設置[21]。
- 2016年（平成28年）3月26日：ダイヤ改正に伴い、京都・大阪方面に直通する普通列車の運用及び「ホームライナー関ケ原」の運転区間縮小により当駅に停車する運用が廃止[22][23]。
- 2018年（平成30年）3月：駅ナンバリングが導入。
- 2019年（令和元年）8月21日：自動改札機が更新され、新たにICカード専用改札機が設置[要出典]。
- 2024年（令和6年）
  - 1月31日：JR全線きっぷうりばの営業を終了[24]。
  - 2月1日：サポートつき指定席券売機の設置[10][11]とともに、お客様サポートサービス導入に伴い無人化[10][11]。

## 駅構造
構内北側に単式ホーム1面1線と南側に島式ホーム1面2線、合計2面3線のホームを有する地上駅である。島式ホーム側は上下両方向の発車・到着が可能である。橋上駅舎を備え、南北に駅前広場をもつ。また、北口の広場には竹中半兵衛の銅像が鎮座している。
お客様サポートサービスを導入している無人駅であり、大垣駅が管理している。2024年1月末までは有人駅であった。なお、当駅には自動券売機・サポートつき指定席券売機・自動改札機などがあり、TOICA及び相互利用可能なICカードの利用が可能である。

### のりば
| 番線 | 路線                                | 方向         | 行先       | 備考                     |
| ---- | ----------------------------------- | ------------ | ---------- | ------------------------ |
| 1    | CA東海道本線（上り本線）            | 上り         | 名古屋方面 |                          |
| 2    | CA東海道本線（下り本線） 〔垂井線〕 | 下り（上り） | 米原方面   | 関ケ原駅始発列車のみ発着 |
| 3    | CA東海道本線（下り本線） 〔垂井線〕 | 下り         | 米原方面   | 米原方面行き列車のみ発着 |

備考
- 駅前広場から改札までは南口、北口ともにエレベーターと上りエスカレーターを1基ずつ備える。改札から各ホームまではエレベーターがそれぞれ1基あり、2・3番線には上りエスカレーターが1基設置されている。そのため駅前広場と各ホーム間は自由通路を含め、バリアフリーに対応している。

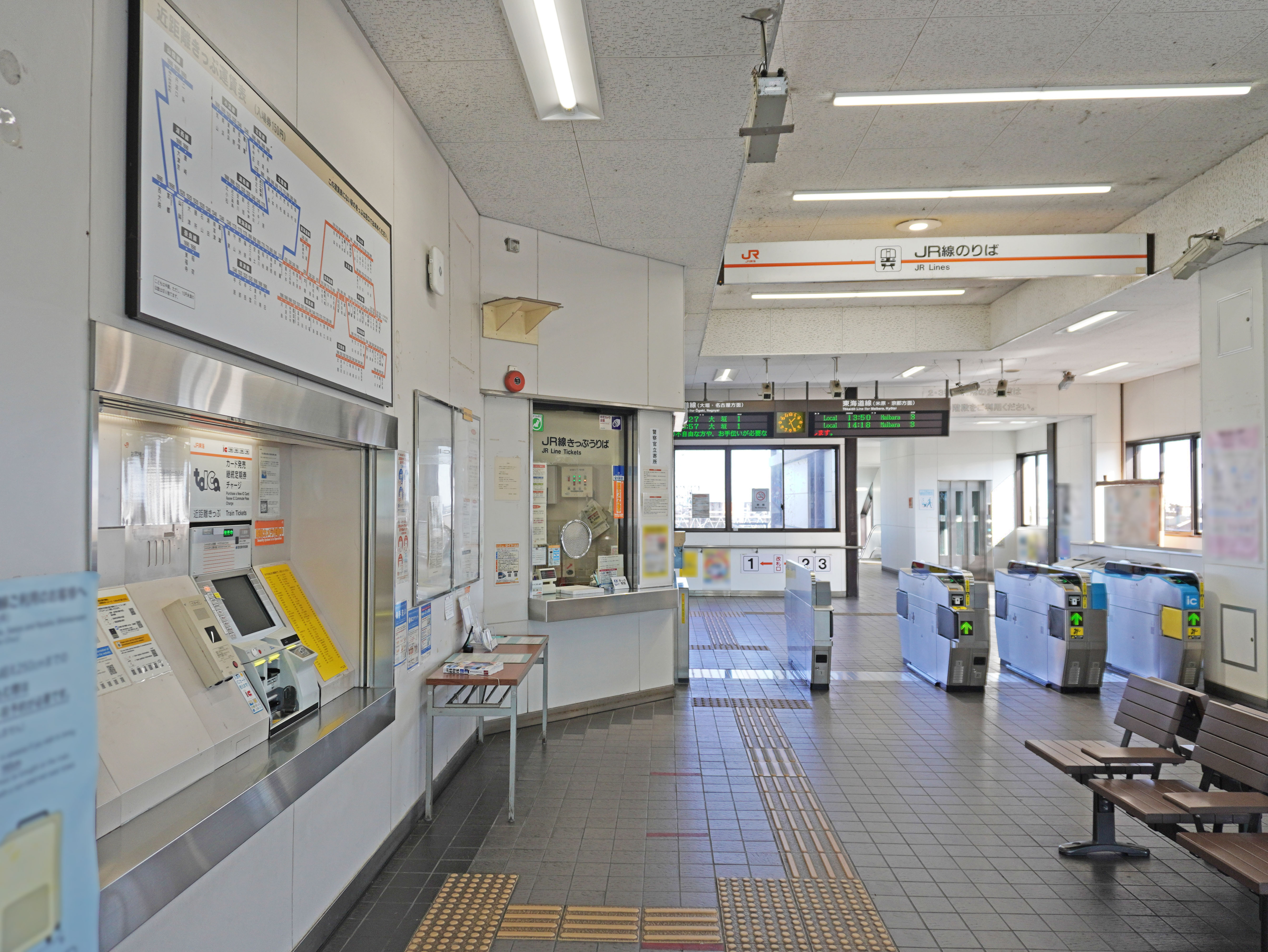
改札口（2022年11月）
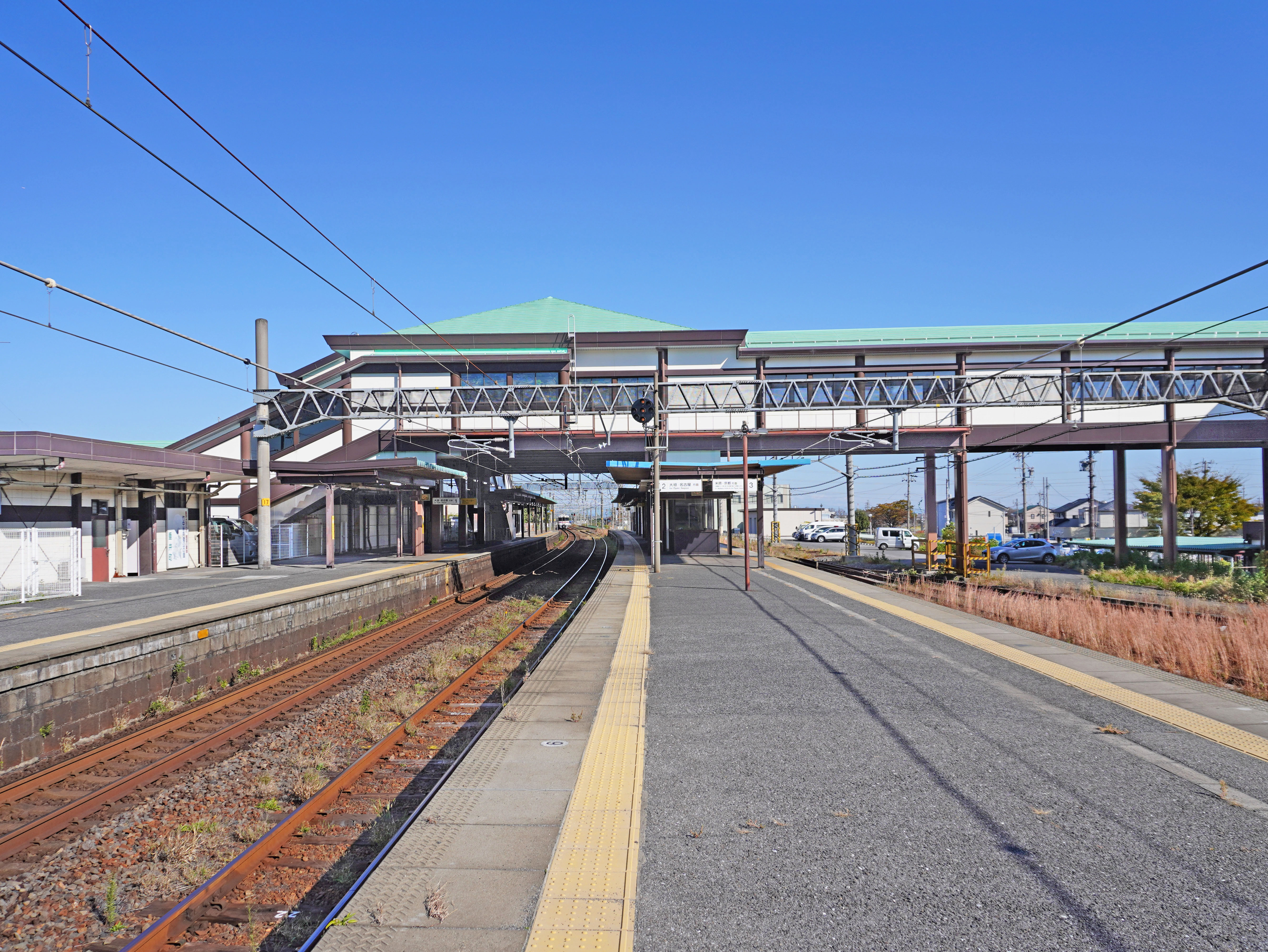
ホーム（2022年11月）

## ダイヤ
普通は全て大垣発着（朝に数本名古屋方面から直通してくる米原行きの普通がある）であるが、快速系統の各列車は岐阜・名古屋方面へ直通する。当駅に停車する列車は全て、岐阜 - 米原は各駅に停車する。
日中時間帯
- 大垣 - 米原を運行する普通が、上下線とも1時間当たり2本停車する。

朝
- 米原始発の新快速と関ケ原始発の新快速・区間快速が運行される。なお、土曜・休日は米原発着の特別快速と米原行きの区間快速も運行される。

夕方以降
- 米原発着の特別快速・新快速・快速が運行される。なお、晩は米原行きの区間快速も運行される。

## 利用状況
「垂井町史」、「岐阜県統計書」、「垂井町勢要覧」によると、各年度の1日平均乗車人員は以下の通りである。大垣駅 - 米原駅の途中にある駅では最も利用客が多い。

### 年度別1日平均乗車人員（1884年 - 1911年）
| 年度               | 1日平均 乗車人員 |
| ------------------ | ---------------- |
| 1884年（明治17年） | 24               |
| 1885年（明治18年） | 14               |
| 1886年（明治19年） | 11               |
| 1887年（明治20年） | 25               |
| 1888年（明治21年） | 47               |
| 1889年（明治22年） | 54               |
| 1890年（明治23年） | 62               |
| 1891年（明治24年） | 65               |
| 1902年（明治35年） | 151              |
| 1903年（明治36年） | 140              |
| 1904年（明治37年） | 107              |
| 1905年（明治38年） | 121              |
| 1906年（明治39年） | 129              |
| 1907年（明治40年） | 154              |
| 1908年（明治41年） | 161              |
| 1909年（明治42年） | 167              |
| 1910年（明治43年） | 175              |
| 1911年（明治44年） | 207              |

### 年度別1日平均乗車人員（1912年 - 1925年）
| 年度               | 1日平均 乗車人員 |
| ------------------ | ---------------- |
| 1912年（大正元年） | 249              |
| 1913年（大正2年）  | 265              |
| 1914年（大正3年）  | 298              |
| 1915年（大正4年）  | 260              |
| 1916年（大正5年）  | 263              |
| 1917年（大正6年）  | 294              |
| 1918年（大正7年）  | 366              |
| 1919年（大正8年）  | 394              |
| 1920年（大正9年）  | 434              |
| 1921年（大正10年） | 455              |
| 1922年（大正11年） | 453              |
| 1923年（大正12年） | 525              |
| 1924年（大正13年） | 538              |
| 1925年（大正14年） | 614              |

### 年度別1日平均乗車人員（1926年 - 1988年）
| 年度               | 1日平均 乗車人員 |
| ------------------ | ---------------- |
| 1926年（昭和元年） | 610              |
| 1927年（昭和2年）  | 634              |
| 1928年（昭和3年）  | 658              |
| 1929年（昭和4年）  | 659              |
| 1930年（昭和5年）  | 645              |
| 1931年（昭和6年）  | 589              |
| 1932年（昭和7年）  | 574              |
| 1933年（昭和8年）  | 583              |
| 1934年（昭和9年）  | 636              |
| 1935年（昭和10年） | 689              |
| 1936年（昭和11年） | 733              |
| 1937年（昭和12年） | 902              |
| 1938年（昭和13年） | 918              |
| 1939年（昭和14年） | 1,045            |
| 1940年（昭和15年） | 1,148            |
| 1941年（昭和16年） | 1,406            |
| 1942年（昭和17年） | 1,462            |
| 1943年（昭和18年） | 1,951            |
| 1944年（昭和19年） | 1,662            |
| 1945年（昭和20年） | 1,496            |
| 1946年（昭和21年） | 1,280            |
| 1947年（昭和22年） | 1,892            |
| 1955年（昭和30年） | 2,246            |
| 1956年（昭和31年） | 2,460            |
| 1957年（昭和32年） | 2,652            |
| 1960年（昭和35年） | 3,182            |
| 1961年（昭和36年） | 3,222            |
| 1962年（昭和37年） | 3,442            |
| 1965年（昭和40年） | 4,099            |
| 1970年（昭和45年） | 3,402            |
| 1975年（昭和50年） | 3,348            |
| 1980年（昭和55年） | 3,224            |
| 1984年（昭和59年） | 2,927            |
| 1988年（昭和63年） | 2,862            |

### 年度別1日平均乗車人員（1989年以降）
| 年度               | 1日平均 乗車人員 |
| ------------------ | ---------------- |
| 1989年（平成元年） | 2,880            |
| 1990年（平成2年）  | 2,951            |
| 1991年（平成3年）  | 3,125            |
| 1998年（平成10年） | 2,949            |
| 1999年（平成11年） | 2,930            |
| 2000年（平成12年） | 2,889            |
| 2001年（平成13年） | 2,784            |
| 2002年（平成14年） | 2,715            |
| 2003年（平成15年） | 2,704            |
| 2004年（平成16年） | 2,710            |
| 2005年（平成17年） | 2,677            |
| 2006年（平成18年） | 2,800            |
| 2007年（平成19年） | 2,621            |
| 2008年（平成20年） | 2,763            |
| 2009年（平成21年） | 2,669            |
| 2010年（平成22年） | 2,682            |
| 2011年（平成23年） | 2,666            |
| 2012年（平成24年） | 2,544            |
| 2013年（平成25年） | 2,600            |
| 2014年（平成26年） | 2,520            |
| 2015年（平成27年） | 2,599            |
| 2016年（平成28年） | 2,642            |
| 2017年（平成29年） | 2,655            |
| 2018年（平成30年） | 2,621            |
| 2019年（令和元年） | 2,623            |
| 2020年（令和2年）  | 1,899            |
| 2021年（令和3年）  | 2,060            |
| 2022年（令和4年）  | 2,271            |
| 2023年（令和5年）  | 2,383            |

## 駅周辺
- 南口側を中心にコインパーキングや月極駐車場が分布している。
- 平成期に構内のキヨスクが撤退した。最寄りのコンビニは南口から500メートルほど離れている。また、最寄りのスーパーマーケットは北口から100メートルの場所にある。なお、キヨスク跡地には飲料・惣菜・アイスクリームの自販機が設置されている[要出典]。

### 北口
- 中山道垂井宿
- 垂井の泉
- 垂井城跡
- 相川水辺公園
- 不破消防組合消防本部・東消防署
- タルイピアセンター
- ワイワイプラザ垂井
- 垂井郵便局
- 博愛会病院
- 垂井町立垂井小学校
- コネクトベース垂井

### 南口
- マルセパン
- JAにしみの垂井支店
- 金蓮寺
- 池田輝政陣跡
- 国道21号
- 垂井警察署
- 垂井町立宮代小学校
- 垂井町役場
- 垂井町文化会館
- 垂井町立不破中学校

## バス路線
北口
- 垂井町巡回バス[31]（運行日：平日）
  - 垂井・宮代・表佐線
  - 垂井・岩手線
  - 府中・東線
- 池田温泉福祉バス（運行日：火・金・土日祝）

南口
- 名阪近鉄バス（運行日：不破高校の登校日）[32]
  - 不破高校スクール線[33]
- 垂井町巡回バス[31]（運行日：平日）
  - 栗原・表佐・東線

## 隣の駅
東海旅客鉄道（JR東海）
CA 東海道本線
■特別快速・■新快速・■快速・■区間快速・■普通
大垣駅（CA77） - （南荒尾信号場） - 垂井駅（CA78） - 関ケ原駅（CA79）